# John B. Goodenough
Pour les articles homonymes, voir Goodenough.
John Bannister Goodenough, né le 25 juillet 1922 à Iéna en Allemagne et mort le 25 juin 2023, est un professeur américain et un physicien du solide, professeur de génie mécanique et de science des matériaux à l'université du Texas à Austin.
Il est largement reconnu pour l’identification et le développement de la batterie rechargeable Li-ion ainsi que pour l’élaboration des règles de Goodenough-Kanamori permettant de déterminer le signe du superéchange magnétique des matériaux. En 2014, il a reçu le prix Charles-Stark-Draper, puis en 2019, à l'âge de 97 ans, le prix Nobel de chimie avec Stanley Whittingham et Akira Yoshino pour leurs contributions à la batterie lithium-ion. Du 27 août 2021 jusqu’à sa mort, il fut le lauréat du prix Nobel le plus âgé encore en vie.

## Biographie

### Éducation
John B. Goodenough fréquente un pensionnat à la Groton School avant de recevoir un B. S. (Baccalauréat universitaire en sciences) en mathématiques, avec la plus grande distinction "summa cum laude", de l’université Yale en 1944, où il est membre de la fraternité Skull and Bones. Après avoir servi dans l’armée américaine en tant que météorologue  pendant la Seconde Guerre mondiale, il y retourne pour terminer un doctorat en physique sous la direction de Clarence Zener à l’université de Chicago en 1952.

### Début de carrière au Laboratoire Lincoln
Au début de sa carrière, John B. Goodenough était chercheur au Laboratoire Lincoln du MIT. Pendant ce temps, il faisait partie d'une équipe interdisciplinaire chargée de développer la mémoire magnétique à accès aléatoire (Mémoire vive). Ses efforts de recherche sur la RAM l'ont amené à développer les concepts d'ordonnancement orbital coopératif, également connu sous le nom de distorsion de Jahn-Teller coopérative, dans des matériaux à base d'oxydes, puis à développer les règles relatives au signe du superéchange magnétique des matériaux, désormais connues comme les règles Goodenough – Kanamori.

### Poste à l'université d'Oxford
À la fin des années 1970 et au début des années 1980, John B. Goodenough a poursuivi sa carrière à la tête du laboratoire de chimie inorganique de l'université d'Oxford, où il a identifié et développé le LixCoO2 comme matériau de choix pour la cathode de l'accumulateur Li-ion, maintenant utilisé dans la quasi-totalité des appareils électroniques portables. Bien que Sony soit responsable de la commercialisation de la technologie, il est largement reconnu pour son identification et son développement originaux. Il a reçu le prix japonais en 2001 pour ses découvertes sur les matériaux essentiels au développement de piles rechargeables légères.

### Professeur à l'université du Texas à Austin
À partir de 1986, John B. Goodenough est professeur à l'université du Texas à Austin aux départements d'ingénierie mécanique et électrique de la Cockrell School of Engineering. Durant son mandat, il a poursuivi ses recherches sur les solides conducteurs ioniques et les dispositifs électrochimiques. Son groupe a identifié le LixFePO4 comme un matériau de cathode moins coûteux et sans danger pour les applications électriques telles que les machines-outils et les véhicules électriques hybrides. Son groupe a également identifié divers matériaux d’électrodes et d’électrolytes prometteurs pour les piles à combustible à oxyde solide. Il fut titulaire de la chaire d'ingénierie du centenaire de Virginia H. Cockrell.
En 2021, John B. Goodenough travaillait encore à l'université, âgé de 98 ans, dans l'espoir de trouver une autre percée dans la technologie des batteries,.
Le 28 février 2017, John B. Goodenough et son équipe de l'université du Texas ont publié un article dans la revue Energy & Environmental Science concernant leur démonstration d'une batterie solide entièrement incombustible, bon marché, à longue durée de vie et dotée d'une haute densité d'énergie, avec des temps rapides de charge et de décharge. Au lieu d'électrolytes liquides, la batterie utilise des électrolytes de verre qui permettent l'utilisation d'une anode en métal alcalin sans formation de dendrites,,,. Cependant, cet article a été accueilli avec un scepticisme généralisé par la communauté de recherche sur les batteries et reste controversé après plusieurs travaux de suivi. Le travail a été critiqué pour un manque de données complètes, des interprétations fallacieuses des données obtenues, et parce que le mécanisme proposé de fonctionnement de la batterie violerait la première loi de la thermodynamique.

## Recherches fondamentales tout au long de sa carrière
Sur le plan fondamental, ses recherches ont porté sur le magnétisme (par exemple, les règles de Goodenough-Kanamori) et sur la transition d'un comportement isolant magnétique vers un comportement métallique dans les oxydes de métaux de transition. Sur la base du théorème du viriel, il a reconnu que cette transition devrait être de premier ordre et que, dans les cas où la transition de phase se produit à une température trop basse pour la diffusion atomique, il en résulterait des instabilités du réseau. À ce croisement, ces instabilités conduisent à des ondes de densité de charge dans les oxydes à une seule valence et à des fluctuations de phase dans les oxydes à valences mixtes. Les fluctuations de phase sont responsables de propriétés physiques inhabituelles telles que la supraconductivité à haute température dans les oxydes de cuivre et une magnétorésistance colossale dans les oxydes de manganèse et de cobalt.
En 2017,il a également contribué au développement de la batterie en verre, une batterie en développement, dotée d'un électrolyte en verre, dont la densité énergétique, la plage de température de fonctionnement et la sécurité sont supérieures à celles des batteries lithium-ion actuelles,.

## Distinctions
Le professeur John B. Goodenough est membre de l'Académie nationale d'ingénierie des États-Unis, de l'Académie nationale des sciences, de l'Académie des sciences de France et de l'Académie royale des sciences exactes, physiques et naturelles d'Espagne. Il est l'auteur de plus de 550 articles, de 85 chapitres et critiques de livres et de cinq ouvrages, dont deux ouvrages phares, Magnetism and the Chemical Bond (1963) et Les Oxydes des métaux de transition (1973). Goodenough est co-récipiendaire du prix Enrico-Fermi 2009. Ce prix présidentiel est l’un des plus anciens et des plus prestigieux prix décernés par le gouvernement des États-Unis et est assorti de 375 000 dollars d'honoraires. Il partage cet honneur avec le Dr Siegfried S. Hecker, professeur au département des sciences de la gestion et de l’ingénierie de l’université Stanford. En 2010, il a été élu membre étranger de la Royal Society. Le 1er février 2013, Goodenough s'est vu remettre la médaille nationale de la science. En 2015, il a été inscrit avec M. Stanley Whittingham pour ses recherches novatrices conduisant au développement de la batterie lithium-ion sur la liste "Clarivate Citation Laureates" pour le prix Nobel de chimie par Thomson Reuters. En 2017, il a reçu le prix Welch en chimie.
La Royal Society of Chemistry décerne un prix John B Goodenough en son honneur.
John B. Goodenough a reçu un prix honorifique C. K. Prahalad de la part de Corporate EcoForum (CEF) en 2017. Le fondateur de la CEF, Rangaswami, a commenté : « John Goodenough est la preuve que l'imagination est mise au service du bien commun. Nous sommes ravis de reconnaître ses réalisations de longue date et espérons que sa dernière découverte aura des conséquences majeures pour l'avenir du stockage durable de batteries. ».

## Travaux

### Articles
Langue : (en-US)
- John B. Goodenough, « Theory of the role of covalence in the Perovskite-type Manganites », Phys. Rev., vol. 100,‎ 1955, p. 564–573 (DOI 10.1103/physrev.100.564, Bibcode 1955PhRv..100..564G)
- K. Mizushima, P.C. Jones, P.J. Wiseman et J.B. Goodenough, « LixCoO2 (0<x<-1): A new cathode material for batteries of high energy density », Mater. Res. Bull., vol. 15, no 6,‎ 1980, p. 783–799 (DOI 10.1016/0025-5408(80)90012-4)
- John B. Goodenough, « Manganese Oxides as Battery Cathodes », Re Electrochem. Soc. Inc, N.J., B. Schuman, Jr., vol. 85-4,‎ 1985, p. 77–96
- Lightfoot, P.; Pei, S. Y.; Jorgensen, J. D.; Manthiram, A.; Tang, X. X. & J. B. Goodenough. "Excess Oxygen Defects in Layered Cuprates", Laboratoire national d'Argonne, université du Texas à Austin, Materials Science Laboratory, département de l'Énergie des États-Unis, Fondation nationale pour la science, (septembre 1990).
- Argyriou, D. N.; Mitchell, J. F.; Chmaissem, O.; Short, S.; Jorgensen, J. D. & J. B. Goodenough. "Sign Reversal of the Mn-O Bond Compressibility in La1.2Sr1.8Mn2O7 Below TC: Exchange Striction in the Ferromagnetic State", Laboratoire national d'Argonne, université du Texas à Austin, Center for Material Science and Engineering, département de l'Énergie des États-Unis, Fondation nationale pour la science, Welch Foundation, (mars 1997).
- A.K. Padhi, K.S. Nanjundaswamy et J.B. Goodenough, « Phospho-Olivines as Positive Electrode Materials for Rechargeable Lithium Batteries », J. Electrochem. Soc., vol. 144, no 4,‎ 1997, p. 1188–1194 (DOI 10.1149/1.1837571)
- John B. Goodenough, « Electronic and ionic transport properties and other physical aspects of perovskites », Rep. Prog. Phys., vol. 67, no 11,‎ 2004, p. 1915–1973 (DOI 10.1088/0034-4885/67/11/R01, Bibcode 2004RPPh...67.1915G)
- Goodenough, J. B.; Abruna, H. D. & M. V. Buchanan. "Basic Research Needs for Electrical Energy Storage. Report of the Basic Energy Sciences Workshop on Electrical Energy Storage, April 2-4, 2007", département de l'Énergie des États-Unis, (4 avril 2007).
- « John B. Goodenough », Faculty, Mechanical Engineering Department de l'université du Texas à Austin, 3 mai 2005 (version du 28 septembre 2011 sur Internet Archive)

### Livres
- (en-US) John B. Goodenough, Magnetism and the Chemical Bond, Interscience-Wiley, New York, 1963, 393 p. (ISBN 0-88275-384-3)
- John B. Goodenough (trad. de l'anglais américain par A. Casalot), Les oxydes des métaux de transition [« Metallic oxides »], Paris, Gauthier-Villars, 1973 (OCLC 500416962)
- (en-US) John B. Goodenough, ed., Structure & Bonding, V. 98, 2001